# ماريون باتلر
ماريون باتلر (بالإنجليزية: Marion Butler)‏ هو محامي وسياسي أمريكي، ولد في 20 مايو 1863 في كلينتون في الولايات المتحدة، وتوفي في 3 يونيو 1938 في تاكوما بارك في الولايات المتحدة. حزبياً، نشط في حزب الشعب والحزب الجمهوري والحزب الديمقراطي. وقد انتخب عضو مجلس الشيوخ الأمريكي عن دائرة كارولاينا الشمالية (4 مارس 1895 – 4 مارس 1901).